# Бесіди про художню літературу
«Бесіди про художню літературу» — книжкова серія, яку випускало видавництво «Дніпро» (назва видавництва до 1964 — Державне видавництво художньої літератури) в Українській РСР упродовж 1962-1991.
Видання серії виходили у форматах 60×84/32 (100×140 мм) та 70×90/32 (107×165 мм).

## Видання серії
| Автор               | Видання                                                                                 | Рік видання | Сторінок | Наклад | Примітки |
| ------------------- | --------------------------------------------------------------------------------------- | ----------- | -------- | ------ | -------- |
| Кисельов Й. М.      | Конфлікт у художньому творі                                                             | 1962        | 72       |        | [ 1 ]    |
| Світличний І. О.    | Художній метод                                                                          | 1962        | 46       |        | [ 2 ]    |
| Кацнельсон А. І.    | Краса і сила віршованого слова: Особливості віршованої мови                             | 1963        | 98       |        | [ 3 ]    |
| Шаховський С. М.    | Літературні роди й види                                                                 | 1963        | 47       |        | [ 4 ]    |
| Іванисенко В. П.    | Що таке лірика?                                                                         | 1963        | 59       |        | [ 5 ]    |
| Кудін В. О.         | Типізація в художньому творі                                                            | 1964        | 75       |        | [ 6 ]    |
| Семеновський О. В.  | Дожовтнева марксистська критика про українську літературу                               | 1964        | 86       | 6000   | [ 7 ]    |
| Бандура О. М.       | Мова художнього твору: нарис                                                            | 1964        | 121      | 2000   | [ 8 ]    |
| Тараненко М. П.     | Пейзаж у художньому творі: нарис                                                        | 1965        | 66       |        | [ 9 ]    |
| Семенчук І. Р.      | Портрет у художньому творі                                                              | 1965        | 73       |        | [ 10 ]   |
| Заславський І. Я.   | Самуіл Маршак: літературно-критичний нарис                                              | 1966        | 128      |        | [ 11 ]   |
| Пономаренко Л. А.   | Едуардас Межелайтіс: нарис про видатного литовського поета                              | 1966        | 92       |        | [ 12 ]   |
| Білецький Ф. М.     | Оповідання. Новела. Нарис                                                               | 1966        | 89       |        | [ 13 ]   |
| Сердюк П. О.        | Чінгіз Айтматов. Нарис життя і творчості                                                | 1971        | 99       |        | [ 14 ]   |
| Малиновська М. Ю.   | Олесь Гончар. (Лауреат Ленінської премії)                                               | 1971        | 123      |        | [ 15 ]   |
| Лесик В. В.         | Композиція художнього твору                                                             | 1972        | 96       |        | [ 16 ]   |
| Гнатюк М. П.        | Поема як літературний вид                                                               | 1972        | 111      | 6000   | [ 17 ]   |
| Мороз О. Н.         | Етюди про сонет. До питання про традиції і новаторство в розвитку сонета                | 1973        | 111      |        | [ 18 ]   |
| Лесин В. М.         | Реалістичний образ у художньому творі                                                   | 1976        | 117      |        | [ 19 ]   |
| Щербина А. О.       | Жанри сатири і гумору: нарис                                                            | 1977        | 136      |        | [ 20 ]   |
| Мельничук Б. І.     | Драматична поема як жанр: літературно-критичний нарис                                   | 1981        | 142      |        | [ 21 ]   |
| Качкан В. А.        | Про публіцистику: літературно-критичний нарис                                           | 1982        | 174      |        | [ 22 ]   |
| Фролова К. П.       | Субстанції незримої вогонь… (Про поетику художнього твору): літературно-критичний нарис | 1983        | 134      |        | [ 23 ]   |
| Марко В. П.         | У вимірах стилю: літературно-критичний нарис                                            | 1984        | 118      |        | [ 24 ]   |
| Ходорківський І. Д. | Образ митця: Огляд історико-біографічних творів про письменників                        | 1985        | 137      |        | [ 25 ]   |
| Бураго С. Б.        | Музика поетичної мови: літературно-критичний нарис (рос.)                               | 1986        | 181      |        | [ 26 ]   |
| Кодак М. П.         | Поетика як система: літературно-критичний нарис                                         | 1988        | 159      | 1000   | [ 27 ]   |
| Клочек Г. Д.        | У світлі вічних критеріїв. Про систему критеріїв оцінки літературного твору             | 1989        | 221      |        | [ 28 ]   |
| Машарова Я. В.      | Пошук гармонії. Людина і природа в сучасній радянській прозі                            | 1990        | 183      |        | [ 29 ]   |
| Гайнічеру О. І.     | Поезія і мистецтво перекладу: літературно-критичний нарис                               | 1990        | 212      |        | [ 30 ]   |
| Майдаченко П. І.    | Комічне в сучасній українській прозі: літературно-критичний нарис                       | 1991        | 190      | 4800   | [ 31 ]   |